# Luchthaven Enfidha
Luchthaven Enfidha (voorheen: Zine El Abidine Ben Ali International Airport; IATA: NBE, ICAO: DTNZ) is een nieuwe luchthaven in Enfidha, Tunesië. De bouw van de luchthaven begon in 2007 en hij werd eind 2009 in gebruik genomen. De luchthaven is vernoemd naar de ex-president van Tunesië, Ben Ali. Op 25 januari werd bekendgemaakt dat de luchthaven niet meer de naam Zine El Abidine Ben Ali International Airport draagt, een en ander als gevolg van de Jasmijnrevolutie.
Enfidha, dat zestig kilometer ten noorden van Monastir ligt, moet uitgroeien tot het centrale aanvliegpunt voor toeristen die de populaire noordoostkust van Tunesië bezoeken. De luchthaven is op 1 december 2009 geopend. De eerste vlucht was op 4 december 2009. De minister van Transport bevestigde tijdens het vragenuurtje in het parlement dat vanaf 2011 de luchthaven gemiddeld 2 miljoen passagiers zal gaan verwerken. 
De luchthaven heeft een luchtverkeersleidingtoren van 90 meter hoog. Dit is de hoogste ATC-toren in Noord-Afrika en een van de hoogste in Afrika en Midden-Oosten.

## Toekomst
De luchthaven wordt aangelegd in vier fasen. Uiteindelijk moet de gehele luchthaven in 2036 klaar zijn en zal 20 miljoen passagiers per jaar kunnen verwerken. 